# Alexis Ankarcrona
Edvard Alexander (Alexis) Ankarcrona, född 22 september 1825 i Hässlunda, död 15 september 1901 i Stockholm, var en svensk målare och militär. 
Ankarcrona gjorde sig känd genom sina landskapsmålningar. Han är begravd på Norra begravningsplatsen utanför Stockholm. Ankarcrona var bror till överhovjägmästaren Victor Ankarcrona och militären och konstnären Henric Ankarcrona.
Edvard Alexander Ankarcrona finns representerad på Norrköpings Konstmuseum och Nationalmuseum.